# Bucinogonus silvestrii
Bucinogonus silvestrii är en mångfotingart som beskrevs av Demange och Jean-Paul Mauriès 1975. Bucinogonus silvestrii ingår i släktet Bucinogonus och familjen Spirostreptidae. Inga underarter finns listade i Catalogue of Life.